# Salpis tumida
Salpis tumida är en fjärilsart som beskrevs av Frederick H. Rindge 1971. Salpis tumida ingår i släktet Salpis och familjen mätare. Inga underarter finns listade.